# Dòmpièrre
Dòmpièrre (en francès Dompierre-les-Églises) és un municipi francès situat al departament de l'Alta Viena i a la regió de la Nova Aquitània.

## Demografia
| 1962                                       | 1968 | 1975 | 1982 | 1990 | 1999 | 2007 |
| ------------------------------------------ | ---- | ---- | ---- | ---- | ---- | ---- |
| 602                                        | 723  | 625  | 501  | 416  | 371  | 360  |
| Des de 1962: població sense dobles comptes |      |      |      |      |      |      |

## Administració
| Període   | Identitat         | Partit |
| --------- | ----------------- | ------ |
| 1983-2001 | Pierre Breton     |        |
| 2001      | Michelle Poulidor | PS     |